# الكريف (الابعون)

تعديل مصدري - تعديل

الكريف محلة تابعة لقرية العمود، التابعة لعزلة الابعون بمديرية حزم العدين إحدى مديريات محافظة إب في الجمهورية اليمنية، بلغ تعداد سكانها 98 حسب تعداد اليمن لعام 2004.